# Companhia Nacional de Caminhos de Ferro
La Companhia Nacional de Caminhos de Ferro, nota anche come Companhia Nacional, era un'impresa ferroviaria del Portogallo che costruì le ferrovie del Tua e del Dão e gestì le ferrovie del Corgo e del Sabor.

## Storia

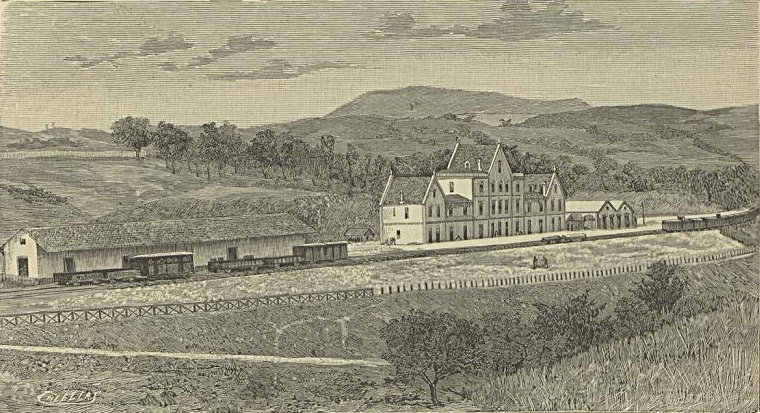
La stazione di Mirandela nei primi anni

Il 22 novembre 1883 il concorso per la costruzione e l'esercizio della ferrovia Tua-Mirandela ebbe un solo concorrente Tristão Queirós, detto il "Conde da Foz"; il 26 maggio 1884 ottenne una promessa di contratto che divenne definitivo il 30 giugno; l'approvazione della concessione fu disposta il 14 dicembre 1884. Data la complessità dell'impresa il Queirós decise di fondare una società; il 1º ottobre 1885 nacque a Lisbona la "Companhia Nacional de Caminhos de Ferro" a cui cedette la concessione governativa per la costruzione e l'esercizio della ferrovia del Tua.
Nel decreto del 1º ottobre erano compresi gli statuti societari e allegata anche la cessione della concessione della ferrovia del Dão.
La linea di Mirandela fu aperta all'esercizio il 29 settembre 1887. 
La ferrovia del Dão fu inaugurata il 25 novembre 1890.
In seguito la società tentò, senza successo, di reperire i capitali necessari per partecipare al bando relativo alla prosecuzione della linea del Tua su Braganza; non poté quindi accedervi direttamente. Nel 1903, ottenuta la cessione della concessione da João Lopes da Cruz realizzò la linea fino a Braganza entro il 31 dicembre 1906.

### La "Companhia" assume la gestione delle ferrovie del Sabor e del Corgo
Nel 1927 le linee delle Caminhos de Ferro do Estado furono integrate nella Companhia dos Caminhos de Ferro Portugueses; furono comprese anche le linee a scartamento ridotto in concessione. Data le peculiarità dell'esercizio di tali ferrovie l'11 marzo venne stabilito un accordo con la "Companhia Nacional" perché esercisse anche le linee del Corgo e del Sabor. L'accordo divenne operativo in seguito al contratto del 27 gennaio 1928.

### Estinzione della società
Il seguito alle difficoltà economiche del trentennio precedente, nel 1945 fu emanato la legge 2008 che, nell'ambito di un piano generale di riassetto del trasporto, inglobava tutte le concessioni ferroviarie precedenti nella sola Companhia dos Caminhos de Ferro Portugueses. Il trasferimento definitivo, che segnò la fine della Companhia Nacional, avvenne nel 1946 ed entrò in vigore il 1º gennaio 1947.